# Табаро, Матье-Матюрен
Матье-Матюрен Табаро (фр. Mathieu-Mathurin Tabaraud; 17 апреля 1744, Лимож — 9 января 1832, там же) — французский писатель

, священник-ораторианец, педагог.

## Биография
Окончил иезуитский колледж. Вступил в Общество апостольской жизни сульпициан. В возрасте двадцати двух лет был принят в конгрегацию ораторианцев. Преподавал гуманитарные науки, богословие, греческий и еврейский языки в духовных конгрегациях в Нанте , Арле и Лионе. Позже был директором коллежа в Ла-Рошели.
Во время появления эдикта Людовика XVI в пользу протестантов написал два письма в защиту религиозной терпимости.
В начале Великой французской революции напечатал брошюру, указывавшую на реформы, необходимые в духовном ведомстве. Позже, не сочувствуя направлению, которое приняла революция, выступил в защиту духовенства и отказался присягнуть гражданскому устройству церкви. После резни в сентябре 1792 г. бежал в Англию, где прожил десять лет. Вернулся на родину после конкордата Наполеона. Фуше, бывший его ученик, сделал его цензором богословских книг.
В 1816 г. Табаро переиздал свою работу «Principes sur la distinction du contrat et du sacrement de mariage», напечатанную первоначально в 1803 г., но оставшуюся неизвестной. В ней автор доказывал, что расторжение браков должно принадлежать светскому правительству, и вызвал этим осуждение духовенства. В своих многочисленных сочинениях Табаро твердо держался доктрин янсенизма и всегда выступал против ультрамонтанства и иезуитов.

## Сочинения
Кроме статей в «Biographie universelle» и «Chronique religieuse», написал:
- «Deux lettres à M. de Crussol, évêque de la Rochelle» (1788),
- «Traité historique et critique de l’élection des évêques» (П., 1792),
- «De la nécessité d’une religion d’Etat» (П., 1803),
- «Histoire critique du philosophisme anglais» (П., 1806),
- «De la réunion des communions chrétiennes» (П., 1808),
- «Essai historique et critique sur l’institution canonique des évêques» (1811),
- «Du pape et des jésuites» (П., 1814),
- «Histoire de Pierre de Bérulle, fondateur de l’oratoire» (П., 1817),
- «Du droit de la puissance temporelle sur le mariage» (Пар., 1818),
- «De l’appel comme d’abus» (П., 1820),
- «De l’inamovibilité des pasteurs de second ordre» (1821),
- «Des sacrés-coeurs de Jésus et de Marie» (1823);
- «Histoire critique de l’assemblée du clergé de France en 1682» (П., 1826),
- «Apologie de l’église gallicane. Essai sur l’êtat des jésuites en France» (П., 1828) и др.